# Satrinca
Satrinca (szerbül Шатринци / Šatrinci) falu Szerbiában, a Vajdaság Szerémségi körzetének Ürög községében.

## Történelem
Az 1700-as évek elején a falu még színtiszta szerb településként volt nyilvántartva. Az itt élő szerbek 1761-ben már egy saját ortodox templommal rendelkeztek, melynek helyére 1856-ban  emelték a jelenlegi épületet.
A magyarok érkezésével szükségessé vált egy római katolikus templom építése, mely 1850-ben készült el. A helyiek templomuk védőszentjéül Szent István magyar királyt választották.
A trianoni békeszerződésig Szerém vármegye Ürögi (Irig) járásához tartozott, majd az új délszláv államhoz került.

## Népesség

### Demográfiai változások
| 1948 | 1953 | 1961 | 1971 | 1981 | 1991 | 2002 | 2011 |
| ---- | ---- | ---- | ---- | ---- | ---- | ---- | ---- |
| 388  | 570  | 611  | 447  | 395  | 400  | 399  | 366  |

### Etnikai összetétel
2002. évi adatok alapján:

## Külső hivatkozások
- Satrinca – Magyar Szó, 2016. június 26.
- Satrincáról[halott link] (szerbül)